# 宫原优
宫原优（日语：／ Miyahara Yū，1994年4月27日—），日本女子摔跤运动员。她曾代表日本参加亚洲摔跤锦标赛，获得一枚铜牌。她也曾参加2010年夏季青年奥林匹克运动会。